# ARM Cortex-X2
L'ARM Cortex-X2 és una unitat de processament central que implementa el conjunt d'instruccions ARMv9-A de 64 bits dissenyat pel centre de disseny d'Austin d'ARM Holdings com a part del programa Cortex-X Custom (CXC) d'ARM. Forma part d'Arm's Total Compute Solutions 2021 (TCS21) juntament amb Arm's Cortex-A710, Cortex-A510, Mali-G710 i CoreLink CI-700/NI-700.

## Canvis d'arquitectura en comparació ambARM Cortex-X1
El processador implementa els canvis següents:
- Conducte de 10 cicles de l'11, creat reduint l'etapa d'enviament de 2 cicles a 1
- El buffer de reordenació (ROB) ha augmentat un 30% de 224 entrades a 288
- dTLB va augmentar un 20% de 40 entrades a 48
- Suport SIMD SVE2
- Suport de tipus de dades Bfloat16
- S'ha eliminat el suport per a Aarch32
- DSU-110
  - Fins a 12 nuclis (a partir de 8 nuclis)
  - Memòria cau L3 de fins a 16 M (a partir de 8 MB)
- CoreLink CI-700/NI-700
  - Fins a 32 MB SLC
- ARMv9.0

Reclamacions de rendiment:
- Comparant el Cortex-X2 amb el Cortex-X1 amb el mateix procés, velocitat de rellotge i 4MB de memòria cau L3 (també conegut com a procés ISO):
  - Rendiment enter / IPC un 16% més gran
  - Rendiment ML 100% més gran
- Millora del rendiment màxim del 30% respecte al Cortex-X1 en telèfons intel·ligents (3,3 GHz, 1 MB L2, 8 MB L3)
- 40% més ràpid que un Intel Core i5-1135G7 a 15 W (3,5 GHz, 1 MB L2, 16 MB L3)

## Ús
- MediaTek Dimensity 9000/9000+[6]
- Qualcomm Snapdragon 7+ Gen 2[7]
- Qualcomm Snapdragon 8/8+ Gen 1[8]
- Samsung Exynos 2200[9]